# Otto Pensl
Otto Pensl (* 28. November 1895 in Linz; † 28. April 1945 im Konzentrationslager Mauthausen) war ein österreichischer Kommunist, Widerstandskämpfer gegen den Nationalsozialismus und Langstreckenläufer.

## Leben
Otto Pensl ging in Linz zur Schule und arbeitete als Mechaniker. Nach dem Kriegsdienst im Ersten Weltkrieg arbeitete er in den Steyr-Werken, er wurde in dieser Zeit in verschiedenen Sportarten aktiv: Als Turner, Leichtathlet, Kletterer, Schispringer und Marathonläufer. 1925 wurde er bei einem Marathonlauf in Wien Staatsmeister. 1934 beteiligte sich Pensl im Republikanischen Schutzbund beim Kampf gegen den Austrofaschismus, schließlich schloss er sich der verbotenen Kommunistischen Partei an und wurde 1934 für drei Monate inhaftiert. Während des Nationalsozialismus wurde Pensl aus politischen Gründen von den Steyr-Werken entlassen. 1942 wurde er wegen kritischer Äußerungen über den Nationalsozialismus denunziert und im Juni des Jahres von einem Sondergericht beim Landesgericht Linz angeklagt sowie schließlich zu einem Jahr Gefängnis verurteilt. Nach der Haft freigelassen, wurde er 1944 von der Gestapo in das KZ Mauthausen eingewiesen. Am 28. April 1945 wurde Pensl auf Anweisung des Gauleiters von Oberdonau August Eigruber gemeinsam mit 32 anderen österreichischen Kommunisten in der Gaskammer des KZ Mauthausen ermordet.

## Ehrungen
In Steyr ist eine Straße (Schreibweise: „Otto-Pensel-Straße“) nach Pensl benannt. 
Am 30. September 2023 wurde eine Gedenkstele im Eingangsbereich der Berufsschule Steyr enthüllt.